# Bordellmammas visor
Bordellmammas visor är en pornografisk grammofonskiva av Johnny Bode. Skivan utkom 1968, och gavs ut på LP och Stereo 8. Vid utgivningen väckte skivan både avsky och nyfikenhet; med åren kom den dock att räknas som något av en klassiker.

## Bakgrund
Historien bakom tillkomsten av skivan börjar vid Lunds universitet, där Johnny Bode brukade festa ihop med studenterna och uppträda. Hans vilda upptåg gav honom närmast kultstatus bland studenterna. Till en av dessa fester skrev Bode på skoj Runka mig med vita handskar på, som han framförde vid en balafton 1968, klädd i frack och chapeau-claque. Ägaren till förlaget Rondex fick höra talas om visan, och kontaktade Bode med önskemål om att denne skulle skriva material till en hel LP. Så skedde också, och revyaktrisen Lillemor Dahlqvist engagerades (mot löfte att få vara anonym) för att sjunga den kvinnliga stämman. Under april 1968 gjordes inspelningarna av orkester- och körbakgrunder i Köpenhamn; musikerna till tjugomannaorkestern utgjordes av Köpenhamns studioelit. Den kör som först hade engagerats hoppade dock av sedan den tagit del av de vågade texterna och fick i all hast ersättas med nya röster.
Den första upplagan av skivan såldes i mer än 100 000 exemplar. Uppmuntrad av framgången spelade Bode under de närmsta åren in uppföljarna Bordellmammas dotter, Styrman Janssons frestelser och Sex-Revyn Stig på. Ingen av dem blev dock någon lika stor succé.
Bordellmammas visor återutgavs på CD 1995.

## Låtlista
1. Jag har besökt bordellerna i många, många land (Visa)
2. Oskulds-valsen (Seglarvals)
3. Mutta-spricka-polka (även känd som "Neger Joe") (Polka-fox)
4. Sex-predikantens sång (Fräls-sång)
5. Vad ska en stackars fattig flicka göra? (Bossa-Nova)
6. Lördagskväll på bordellen (Musette-vals)
7. Det är så underbart att alltid vara kåt (Bossa-Nova)
8. Gamla Hor-Marys bortgång (Visa i moll)
9. Smygtittarens sång (Slowly-Waltz)
10. Runka mig med vita handskar på (Tango-marsch)